# Trichosteleum sarapiquense
Trichosteleum sarapiquense är en bladmossart som beskrevs av H. Crum och Richards 1984. Trichosteleum sarapiquense ingår i släktet Trichosteleum och familjen Sematophyllaceae. Inga underarter finns listade i Catalogue of Life.